# Manukau Ward
Der Manukau Ward ist eine Verwaltungseinheit des Auckland Council in Neuseeland.

## Geographie
Der östlich des Manukau Harbour angrenzende Manukau Ward umfasst eine Fläche von 89,59 km². Von Südwesten über Westen bis nach Nordwesten stellt der Manukau Harbour die natürlich Grenze des Ward in jenen Richtungen dar, gefolgt vom Māngere Inlet nördlich des Ward. Unterhalb des Stadtteils Westfield verläuft die Grenze des Ward nach Osten zum Ōtāhuhu Creek. Von dort aus geht es weiter ein kleines Stück in die Curlew Bay hinein und dann weiter nach Osten den Stadtteil East Tamaki mit einschließend. Anschließend verläuft die Grenze im Osten den Te Irirangi Drive entlang nach Süden und folgt vom nördlichen Teil des Everglade Drive aus in einigen Bögen westwärts bis zum Puhinui Creek, der dann in den Manukau Harbour mündet.
Nördlich grenzt über eine schmale, knapp 2 km breite Landbrücke, die die westlichen von den östlichen Gewässer im Auckland Council trennt, der Maungakiekie-Tamaki Ward an, östlich befindet sich der Howick Ward und südlich der Manurewa-Papakura Ward.

## Wirtschaftsdaten
Der Ward verfügte im Jahr 2023 über 185.900 Einwohner, die sich aufteilten in 96.700 Einwohner für den Zuständigkeitsbereich des Ōtara-Papatoetoe Local Board und 89.200 Einwohner im Bereich des Māngere-Ōtāhuhu Local Board. Im erstgenannten Local Board beschäftigten im gleichen Zeitraum 7.029 ansässige Unternehmen 52.127 Personen und im zweitgenannten 5.199 ansässige Unternehmen 52.093 Personen.
Das Bruttosozialprodukt, in Neuseeland Gross Domestic Product (GDP) genannt, betrug im Jahr 2023 im Ōtara-Papatoetoe Local Board 6.622 Mrd. NZD, mit einem Wachstum gegenüber dem Vorjahr von 1,2 %. Neuseeland insgesamt hatte im gleichen Bemessungszeitraum im Vergleich dazu ein Wachstum von 2,9 %. In dem Local Board führte die Branche Gesundheitsfürsorge und Sozialhilfe mit 14,4 % Anteil am GDP die Statistik an, gefolgt von der Branche Fertigung/Produktion mit 10,5 %.
Der Māngere-Ōtāhuhu Local Board hingegen brachte es im Jahr 2023 mit einem Wachstum von 12,7 % auf ein GDP von 7.708 Mrd. NZD. Hier führten die Branchen Transport, Post und Lagerhaltung die Statistik an und kamen zusammen auf einen Anteil von 31,0 % am GDP. Großhandel und Handel wiesen auf dem zweiten Platz einen Anteil von 11,1 % am GDP auf.

## Politische Führung des Manukau Ward
Die politische Führung des Auckland Council erfolgt durch den Mayor (Bürgermeister) und 20 Ward Councillors (Ward Stadträte) und in jedem der dreizehn vorhandenen Wards noch einmal durch eine unterschiedliche Anzahl von Mitgliedern, die in Local Boards organisiert sind. Die derzeit 21 Local Boards haben insgesamt 149 Mitglieder. Während sich die Local Boards auf die Entscheidungsfindung und Führung auf kommunaler Ebene konzentrieren, befassen sich der Mayor mit den Councillors mit dem großen Ganzen der Stadt und mit den strategischen Entscheidungen für das gesamte Stadtgebiet des Auckland Council.
Für den Manukau Ward sind zwei Councillors (Stadträte) zuständig und auf lokaler Ebene je 7 Local Board Mitglieder im Ōtara-Papatoetoe Local Board und im Māngere-Ōtāhuhu Local Board.